# آنا ماريا برينزا
آنا ماريا برينزا (نطق روماني: [ˈa:na maˈʀi:a ˈbrɨn.zə])، لاعبة مبارزة من رومانيا. آنا مواليد 25 تشرين الثاني (نوفمبر) 1984 واسمها الحالي (آنا ماريا بوبيسكو). حصلت على الميدالية الفضية في مسابقة سلاح الشيش فردي سيدات في الألعاب الأولمبية الصيفية 2008. والميدالية الذهبية في بطولة أوروبا للمبارزة 2013. كما فازت بكأس العالم للمبارزة ثلاث مرات 2007-08، 2008-09، 2012-12. وتحمل 12 لقباً عالمياً. أما مشاركاتها مع الفريق الروماني، فقد كان الفريق بطلاً للعالم مرتين (2010، 2011) وبطل أوروبا 6 مرات (2006، 2008، 2009، 2011، 2014، 2015)

## حياتها وبداياتها
ولدت أنا عام 1984 في مقاطعة راهوفا في بوخارست،
كانت ماريا طفلة نشيطة جداً، لذا دفعها أبواها للرياضة. جرّبت في البداية لعب التنس لأن الملاعب كانت قريبة من منزلها لكنها تركتها بعد عام لأنها كانت اللاعبة الوحيدة التي تستخدم اليد اليشرى وكان من الصعب المشاركة في مسابقات تنافسية
عندما كانت في العاشرة من عمرها، اصطحبها شقيقها الأكبر ماريوس، والذي كان يمارس كرة القدم في فريق المدرسة، إلى قاعة نادي الرماية في البداية لم تكن من محبي المبارزة، لكنها سرعان ما جذبت لهذه الرياضة بمجرد أن وطئت قدمها قاعة اللعب. لعبت باستخدام سيف المبارزة لأنه لم يكن ثمة سلاح آخر لمستخدمي اليد اليسرى في النادي عندما بدأت التدريب.
أصبحت أنا بطلة رومانيا في فئة عمرها بعد ستة آشهر من التدريب فقط لفتت أنا أنظار المدرب الوطني دان بودينو، الذي اختارها بعد إجراء تجربة للتدريب المركزي. بعمر 14 عاماً، وفي بداية الضف الثامن، تركت آنا عائلتها وانتقلت إلى كرايوفا للتدرب في المركز الأولمبي الجديد مع الناشئين ومعظمهم كانوا أكبر منها سناً. تابعت أيضاً دراستها في مدرسة بيتراتشي-تريشكو الثانوية الرياضية. ويشار إلى أن المدرسة أطلقت اسم آنا على أحد أروقتها. بعد حصولها على البكالوريا، حصلت على منحة رياضية للدراسة في جامعة أمريكية لكنها فضلا البقاء في رومانيا
كانت آنا تأمل في البداية بدراسة علم النفس في الجامعة، قبل أن تلتحق بكلية الرياضة والتربية البدنية في جامعة كرايوفا حيث حصلت على درجة الماجستير عام 2007. في نفس العام، حصلت على لقب ماجستير فخري في الرياضة.
عام 2001، التحقت آنا بأحد النوادي الرئيسية في رومانيا وهو سي إس أيه ستيوا، الذي تديره وزارة الدفاع الوطني الرومانية، وحصلت على رتبة رقيب، مع ذلك فهي غير ملتزمة عسكرياً وتعمل بدوام كامل لصالح الرياضة. يمكن القول أنها من عائلة عسكرية، حيث خدم جدها ووالدها وشقيقها في الجيش، وهي غالباً ما تظهر بالزي العسكري في وسائل الإعلام ثم تمت ترقيتها إلى ملازم أول بعد إنهاء الدراسة
التزمت آنا بدراستها كطالبة رياضية، كما دعمت جمعية AITA التي تُعنى بالأطفال المصابين بالتوحّد في بوخارست.
في الفترة من أيلول (سبتمبر) 2013 حتى تشرين الثاني (نوفمبر) 2014، قادت حملة «أركض في عيد ميلادك» التي شجعت الناس على الاحتفال بأعياد ميلادهم بأداء نشاط بدني وجمعت أموال لأعمال خيرية
في آب (أغسطس) 2015، تزوجت بافيل بوبسكو لاعب كرة الماء في نادي سي إس إيه ستيوا.

## سجل الميداليات

### بطولات متقدمة

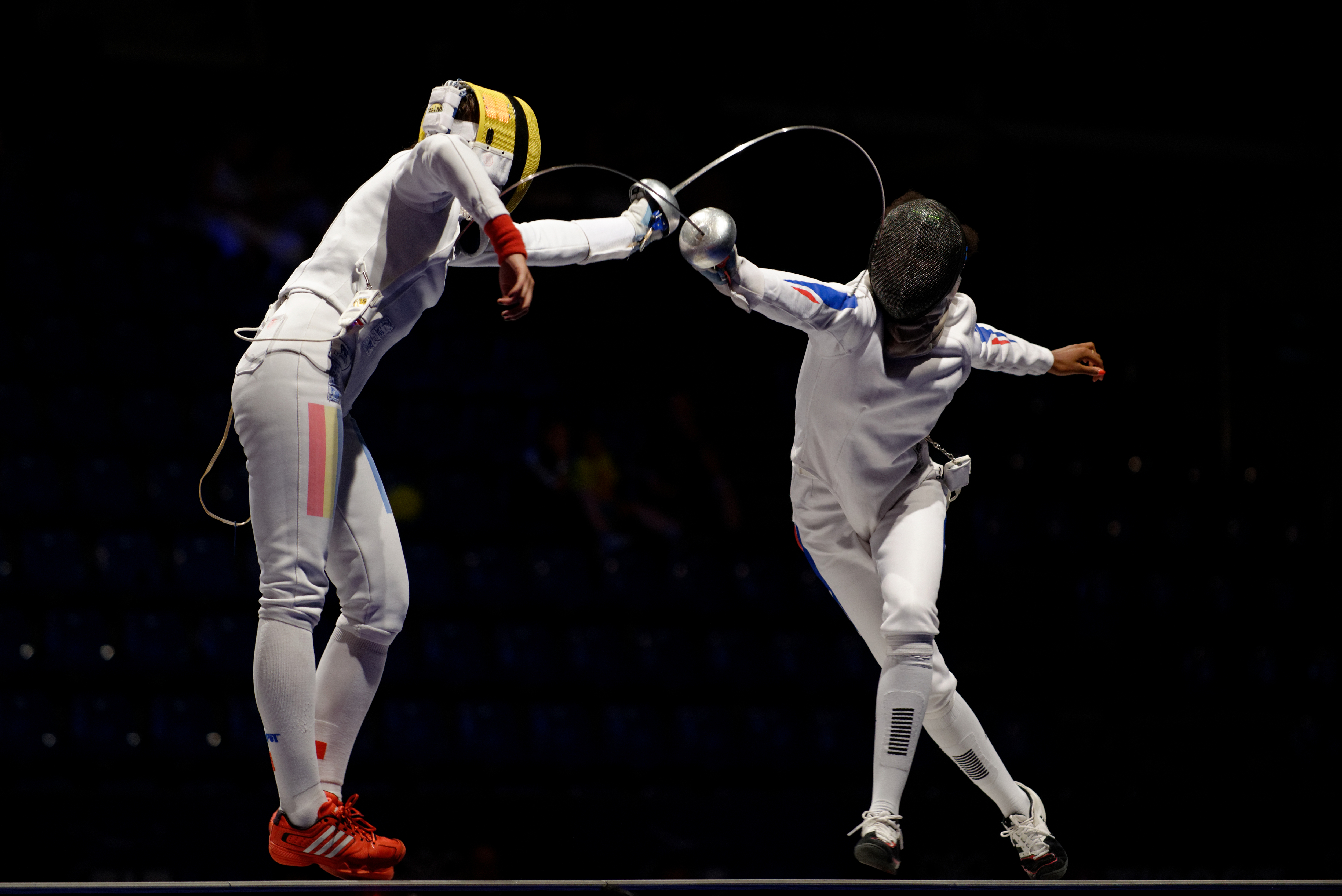
آنا (القناع الأصفر) في مباراة المركز الثالث تنافس لاعبة فرنسية في بطولة العالم للمبارزة 2013

- الألعاب الأولمبية
  -  فردي - فضية الألعاب الأولمبية الصيفية 2008 في بكين
  -  فريق - ذهبية المبارزة في الألعاب الأولمبية الصيفية 2016 في ريو دي جانيرو

- بطولة العالم للمبارزة
  -  فريق - ذهبية يطولة العالم للمبارزة 2011 في قطانية
  -  فريق - ذهبية يطولة العالم للمبارزة 2010 في باريس
  -  فريق - فضية بطولة العالم للمبارزة 2015 في موسكو
  -  فريق - برونزية بطولة العالم للمبارزة 2013 في بودابست
  -  فردي - برونزية بطولة العالم للمبارزة 2011 في قطانية
  -  فردي - برونزية بطولة العالم للمبارزة 2002 في لشبونة
- بطولة أوروبا للمبارزة
  -  فريق - ذهبية بطولة أوروبا للمبارزة 2015 في مونترو
  -  فريق - ذهبية بطولة أوروبا للمبارزة 2014 فيستراسبورغ
  -  فردي - ذهبية بطولة أوروبا للمبارزة 2013 في زغرب
  -  فريق - ذهبية بطولة أوروبا للمبارزة 2011 في شفيلد
  -  فريق - ذهبية بطولة أوروبا للمبارزة 2009 في بلوفديف
  -  فريق - ذهبية بطولة أوروبا للمبارزة 2008 في كييف
  -  فريق - ذهبية بطولة أوروبا للمبارزة 2007 في إزمير
  -  فريق - فضية بطولة أوروبا للمبارزة 2013 في زغرب
  -  فردي - فضية بطولة أوروبا للمبارزة 2008 في كييف
  -  فردي - برونزية بطولة أوروبا للمبارزة 2011 في شفيلد

- كأس العالم للمبارزة

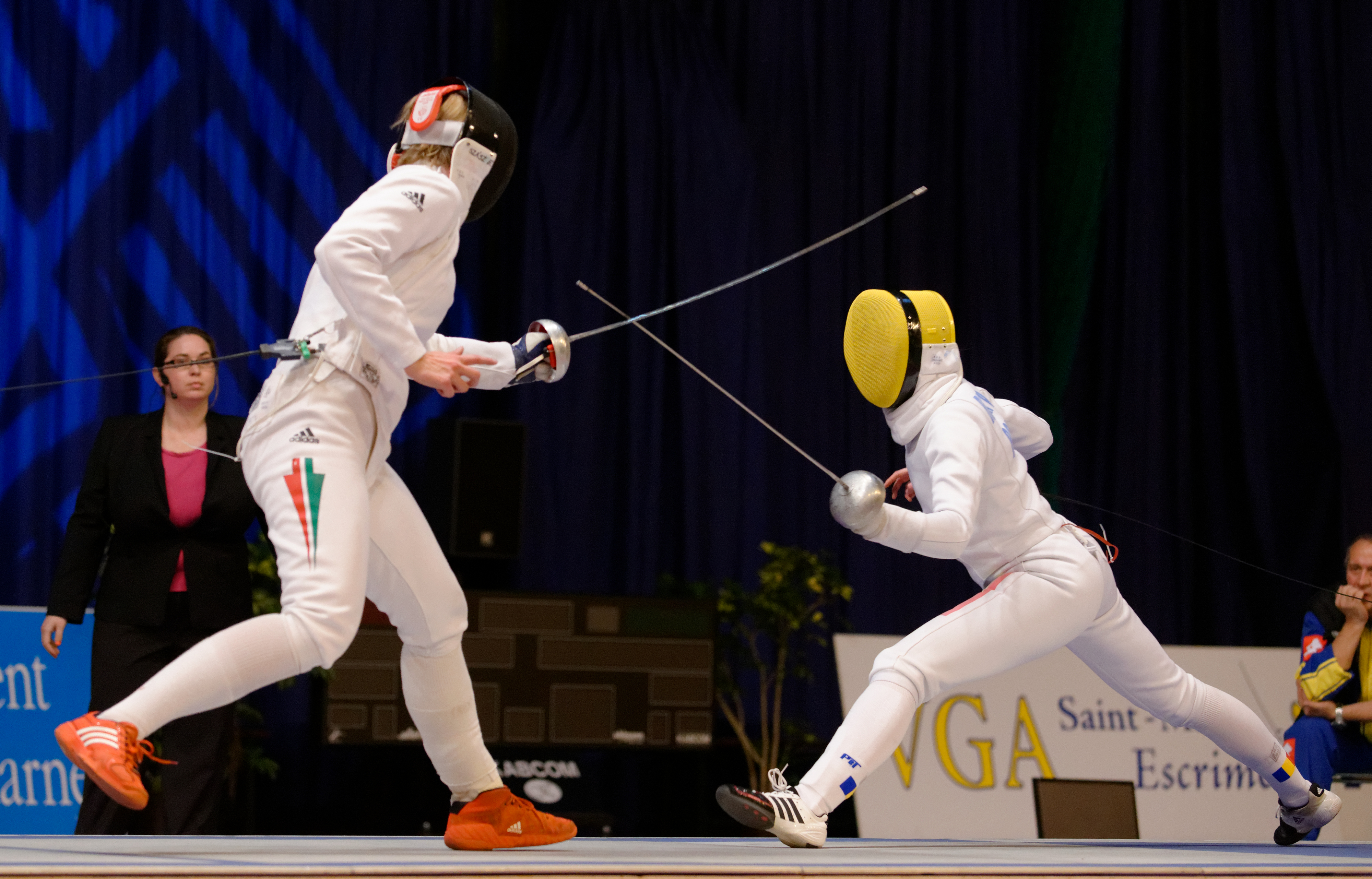
آنا (القناع الأصفر) تبارز Emese Szász عام 2013

  - فائزة بكأس العالم للمبارزة: 2007-2008، 2008-2009، 2012-2013.
  -  فردي - الذهبية في منافسات كأس العالم: بودابست 2006 و2014، الدوحة 2009، فلورينا 2007 و2010؛ سانت بطرسبورغ 2008، هافانا 2009 و2013، نانجينغ 2009 و2010، برشلونة 2011 و2012، سانت ماور 2013
  -  فردي - الفضية في منافسات كأس العالم: بودابست 2005 و2008، براغ 2007، هافانا 2008، روما 2009، الدوحة 2013، خوزهو 2013 و 2015، ليغنانو 2015، برشلونة 2015.
  -  فردي - برونزية في منافسات كأس العالم: برشلونة 2007، 2008 و2013، هافانا 2007 و2010، لوكسمبورغ 2008، سانت مور 2009 و2014، فلورينا 2009، بودابست 2013.
- بطولة رومانيا الوطنية
  -  الميدالية الذهبية: 1999، 2000، 2004، 2005، 2007، 2011، 2012، 2013[15]

### بطولات عسكرية
- الألعاب العالمية العسكرية/بطولة العالم العسكرية للمبارزة
  -  فريق - ذهبية، دورة الألعاب العسكرية 2011
  -  فريق - ذهبية، 2010 كاراكاس
  -  فردي - ذهبية، 2006 بوخارست
  -  فريق - ذهبية، 2005 بوخارست
  -  فردي - ذهبية، 2005 غروسيتو
  -  فردي - برونزية، 2010 كاراكاس
  -  فريق - برونزية، 2005 غروسيتو
- 'بطولة أوروبا العسكرية للمبارزة
  -  فردي - ذهبية، 2009 غوتنبرغ
  -  فريق - ذهبية، 2009 غوتنبرغ

### العسكرية والناشئون
- بطولة العالم للمبازة للناشئين
  -  فردي - ذهبية، 2004 بلوفديف
  -  فردي - ذهبية، 2002 أنطاليا
  -  فريق - فضية، 2001 غدانسك (مع لوردانا دينو وإيوليانا ماكيشينو)
  -  فريق - برونزية، 2004 بلوفديف (مع لوردانا دينو وسيمونا ألكساندرو)
- بطولة أوروبا للمبارزة للناشئين
  -  فردي - ذهبية، 2003 بوريتش
  -  فريق - ذهبية، 2003 بوريتش
- بطولة العالم العسكرية للمبارزة
  -  فردي - ذهبية، 2001 غدانسك

## وصلات خارجية
- آنا ماريا برينزا على موقع الاتحاد الدولي للمبارزة (الإنجليزية)
- آنا ماريا برينزا على موقع الاتحاد الأوروبي للمبارزة (الإنجليزية)
- آنا ماريا برينزا على موقع اللجنة الأولمبية الدولية (الإنجليزية)
- آنا ماريا برينزا على موقع أوليمبيديا (الإنجليزية)
- آنا ماريا برينزا على موقع اللجنة الأولمبية الرومانية (الرومانية)
- ملفها في اتحاد المبارزة الأوروبي
- السجل الأولمبي